# The Last Puff
The Last Puff je rockové album britské skupiny Spooky Tooth. Na obalu alba je skupina jedinkrát ve své historii označována jako 'Spooky Tooth a Mike Harrison'. Kapela se rozpadla krátce po vydání alba, ale o dva roky později začala znovu vystupovat. Píseň "Something to Say" složil Joe Cocker a v roce 1972 ji nahrál na své album Joe Cocker, které je také někdy označováno názvem této písně.

## Seznam skladeb
| Strana 1 | Strana 1         | Strana 1                    | Strana 1 |
| Pořadí   | Název            | Autor                       | Délka    |
| -------- | ---------------- | --------------------------- | -------- |
| 1.       | I Am the Walrus  | John Lennon, Paul McCartney | 6:20     |
| 2.       | The Wrong Time   | Gary Wright, Hugh McCracken | 5:07     |
| 3.       | Something to Say | Joe Cocker, Peter Nichols   | 6:05     |

| Strana 2 | Strana 2            | Strana 2                  | Strana 2 |
| Pořadí   | Název               | Autor                     | Délka    |
| -------- | ------------------- | ------------------------- | -------- |
| 1.       | Nobody There At All | Mike Post, Timothy Martin | 4.06     |
| 2.       | Down River          | David Ackles              | 5:10     |
| 3.       | Son of Your Father  | Elton John, Bernie Taupin | 4:02     |
| 4.       | The Last Puff       | Chris Stainton            | 4:15     |

## Obsazení
- Mike Harrison – zpěv
- Luther Grosvenor – kytara
- Henry McCullough – kytara
- Chris Stainton – basová kytara, klavír, varhany, kytara
- Alan Spenner – basová kytara
- Mike Kellie – bicí

- zvukoví inženýři – Brian Humphries, Roger Beale
- zvukový inženýr remixu – Glyn Johns